# Claire Allienne
Claire Allienne, née le 20 janvier 1986, est une joueuse de handball évoluant au poste de pivot,.
En 2010, à la suite d'une grave blessure au genou, elle met fin à sa carrière. 

## Palmarès

### Compétitions nationales
- championne de France en 2005 et 2006 (avec Handball Metz Métropole)